# Pseuderythrolophus bipunctatus
Pseuderythrolophus bipunctatus là một loài bướm đêm trong họ Geometridae.